# 北野重雄
北野 重雄（きたの しげお、1903年〈明治36年〉4月29日 - 1990年〈平成2年〉3月16日）は、昭和時代の日本の商工官僚、政治家。群馬県知事。勲一等瑞宝章・従三位。

## 経歴
1903年（明治36年）大阪府に北野種次郎の長男として生まれる。1923年（大正12年）旧制第三高等学校を卒業。1925年（大正14年）高等文官試験に合格。翌1926年（大正15年）に東京帝国大学法学部政治学科を卒業後、商工省に入省。鉱山・商務・工務各局事務官、企画院書記官、商工省転業対策部総務課長、振興部総務課長兼金融課長、満洲国経済部鉱山司長、商工省物価局第一部長、総務局総務課長、軍需省文書課長、石炭部長、東部地方鉱山局長、商工省鉱山局長などを歴任。
終戦直後の1946年（昭和21年）1月に官選で群馬県知事となり、翌1947年（昭和22年）2月に退任。同年4月公選最初の群馬県知事に当選。同年9月のカスリーン台風により群馬県は大きな被害を受け、その復興費用を補うため、軍所有のコーヒー豆を業者に払い下げた群馬コーヒー事件が原因で1948年（昭和23年）に辞職する。1952年（昭和27年）に再度知事選に立候補し伊能芳雄知事を破って返り咲いた。この任期中には米軍妙義演習場問題や相次ぐ県内の市町村合併などに取り組んだ。県議会との対立が激しく1956年（昭和31年）の知事選を前に立候補を断念する。
退任後は商工組合中央金庫理事長（1958年 - 1967年）や情報処理振興事業協議会長、日本小売業協会理事長などを務めた。
1990年（平成2年）3月16日死去。享年86歳。

## 栄典
- 1946年（昭和21年） - 従四位[1]
- 1973年（昭和48年） - 勲一等瑞宝章[4][1][2]

外国勲章佩用允許
- 1942年（昭和17年）12月28日 - 満州国：建国神廟創建祈念章[7]

## 主な著作・論文
- 『緊急物価対策の解説』ダイヤモンド社、1943年
- 『軍需省及び軍需会社法』高山書院、1944年
- 「過大都市抑制と工業配置統制」都市問題　第31巻第2号（1940年）